# UFC 116
UFC 116: Lesnar vs. Carwin fue un evento de artes marciales mixtas celebrado por Ultimate Fighting Championship el 3 de julio de 2010 en el MGM Grand Garden Arena, en Las Vegas, Nevada.

## Historia
Shane Carwin, quien ganó el campeonato interino de peso pesado al derrotar a Frank Mir en UFC 111, se enfrentó con el actual campeón de peso pesado Brock Lesnar. La pelea se estableció originalmente para enfrentarse entre sí en UFC 106, después en UFC 108, antes de que Carwin ganara el campeonato interino de peso pesado, sin embargo Lesnar se retiró de la pelea en ambas ocasiones debido a una enfermedad (diverticulitis) que le impedía entrenar.
Cheick Kongo fue programado para enfrentar a Roy Nelson, pero una lesión en la espalda se lo impidió. Finalmente, Nelson se enfrentó a Junior dos Santos en UFC 117.

## Resultados
1. ↑  Por el Campeonato de Peso Pesado de UFC.

## Premios extra
Cada peleador recibió un bono de $75,000.
- Pelea de la Noche: Krzysztof Soszynski vs. Stephan Bonnar y Yoshihiro Akiyama vs. Chris Leben
- KO de la Noche: Gerald Harris
- Sumisión de la Noche: Brock Lesnar